# 青森県立七戸高等学校
青森県立七戸高等学校（あおもりけんりつ しちのへこうとうがっこう、Aomori Prefectural Shichinohe High School）は、青森県上北郡七戸町に所在する公立の高等学校。地元では「七高」（しちこう）と呼ばれている。

## 設置学科
- 総合学科
  - 人文科学系列
  - 自然科学系列
  - 情報ビジネス系列
  - 福祉健康系列

## 沿革
- 1926年（大正15年） 2月19日 - 七戸町町立実科高等女学校創立認可（2ヶ年制）
- 1927年（昭和 2年） 3月18日  - 4ヶ年制時実科高等女学校則変更の認可。七戸高等女学校に校名変更
- 1943年（昭和18年） 5月 1日  - 学制改革により青森県立七戸高等女学校と改称
- 1946年（昭和21年）
  - 2月27日 - 七戸町他3ヶ村組合立青森県七戸農業学校設立認可。
  - 4月 9日  - 七戸町舘野に新校舎。高等女学校を併置
- 1947年（昭和22年） 4月 1日 - 学制改革により募集停止。青森県七戸農業学校併設中学校となる。
- 1948年（昭和23年）
  - 4月1日 - 青森県立七戸高等学校となる（農業・家庭・普通の3学科設置）
  - 5月1日 - 定時制課程中心校設置の件認可。
- 1949年（昭和24年）
  - 4月 1日 - 校歌制定、作詞：長瀬定雄、作曲：南啓善。普通科に家庭科吸収廃止
  - 4月12日 - 天間林および上北鉱山に分校開校の認可
- 1962年（昭和37年） 4月 1日 - 農業科を酪農科に科名転承の認可
- 1963年（昭和38年） 4月 1日  - 生活科新設の認可（1学級40名）
- 1964年（昭和39年） 4月 1日 - 天間林分校県立移管
- 1965年（昭和40年） 3月31日 - 上北鉱山分校閉校（15回生）
- 1971年（昭和46年） 4月 1日 - 商業科新設認可
- 1983年（昭和58年） 2月13日 - 定時制課程中心校閉校式典挙行
- 1988年（昭和63年） 3月31日 - 天間林分校閉校
- 1989年（平成元年） 4月 1日 - 酪農科、生活科募集停止、食品化学科新設（1学級40名）
- 1992年（平成 4年） 9月 4日 - 酒類製造免許許可
- 1993年（平成 5年） 5月 6日 - 学校活性化推進事業指定（3ヶ年継続事業）
- 1996年（平成 8年） 4月 1日 - 総合学科設置、5学級200名募集
- 1997年（平成 9年） 3月25日 - 特別教室棟新築落成 3,167㎡
- 1998年（平成10年） 3月26日 - 柔剣道場新築落成
- 1999年（平成11年） 3月26日 - 第2体育館改修工事完了
- 2007年（平成19年）	4月1日 - 県立八甲田高等学校が本校八甲田校舎となる
- 2010年（平成22年）11月13日 - 青森県立七戸高等学校八甲田校舎閉校記念式典挙行
- 2011年（平成23年）
  - 3月15日 - 第1体育館改築工事完了
  - 3月31日 - 青森県立七戸高等学校八甲田校舎を閉校する。

## 部活動
| - 運動系部活動 - 硬式野球部 - バレーボール部 - バスケットボール部 - 卓球部 - サッカー部 - ボクシング部 - ソフトテニス部 - 陸上競技部 - 柔道部 - 剣道部 - ソフトボール部 - 空手道部 - バドミントン部 - アーチェリー部 - 新体操部 | - 文化系部活動 - 華道部 - 書道部 - 茶道部 - 美術部 - 文芸部 - 英語部 - 写真部 - 吹奏楽部 - ビジネス部 - 青少年赤十字部 - FFJ部 |

## 主な出身者
- 橋本武広 - 元プロ野球選手（投手）

## アクセス
- 十和田観光電鉄バス利用
  - 十和田市 - 七戸 - 野辺地 - まかど温泉線 「七高前」バス停下車徒歩3分。
  - 十和田 - 青森線 「七高入口」バス停下車徒歩5分。